# Муцање
Муцање је испрекидан говор са понављањем слогова или гласова уз отежано дисање и грчење мишића. У неким условима јавља се само у околностима јаке социјалне или неке друге емоционалне узбуђености. Због своје сложености и различитих негативних ефеката по појединца, посебно у оквиру социјалне адаптације, неопходан је тимски рад у превенцији и третману поремећаја.
Муцање је поремећај флуентности говора, који се испољава у испрекиданости и неправилности говорно процеса, услед грчева органа за артикулацију (језика, усана), фонацију (гласница) и дисање (дијафрагме и грудног коша). 
Према дефиницији Светске здравствене организације, говор особа које муцају се карактерише често понављање или продужавање слогова, гласова или речи или пак често оклевање или паузе које прекидају ритмичност говора. 